# Roseraie (metropolitana di Tolosa)
Roseraie è una stazione della metropolitana di Tolosa, inaugurata il 20 dicembre 2003. È dotata di una banchina a dodici porte e perciò può accogliere treni composti da quattro vetture.

## Architettura
L'opera d'arte che si trova nella stazione, è stata realizzata da Damien Cabanes, e consiste in condotti luminosi forati nelle banchine. Secondo l'artista l'occhio cade così in dei fossi parallelepipedici, ritmati da una successione di placche spaziate e forate da una finestra, il cui perimetro è cosparso di colori differenti.

## Servizi
La stazione dispone di:
- Biglietteria automatica
- Scale mobili